# Systematik der Wanzen

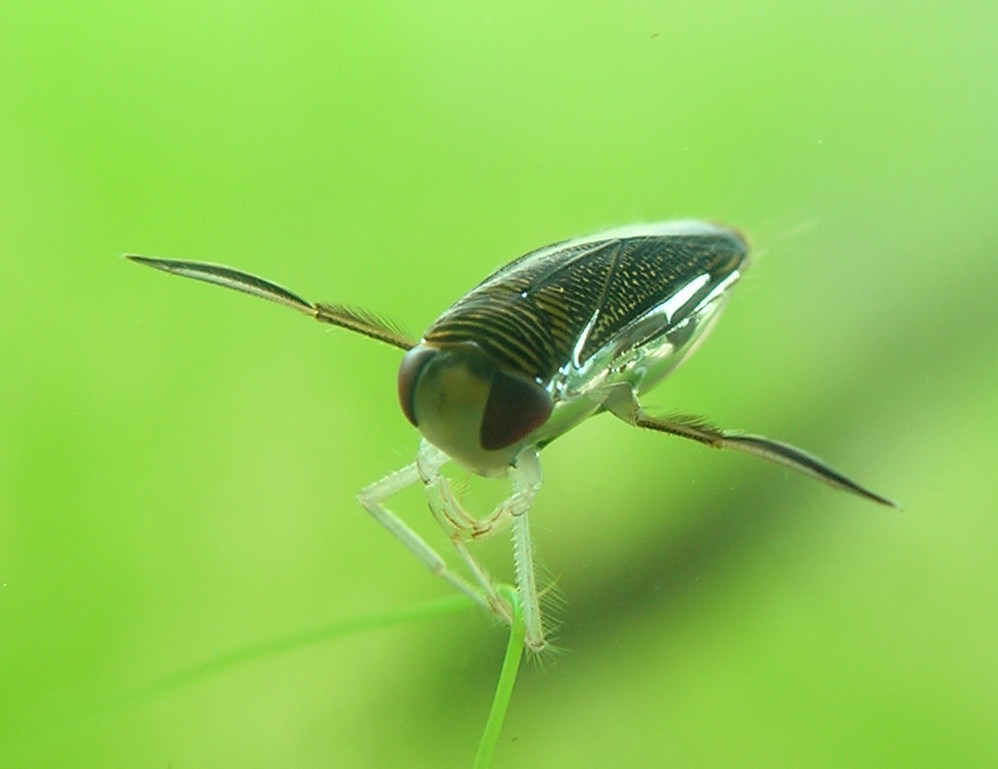
Corixa punctata (Nepomorpha: Corixidae)

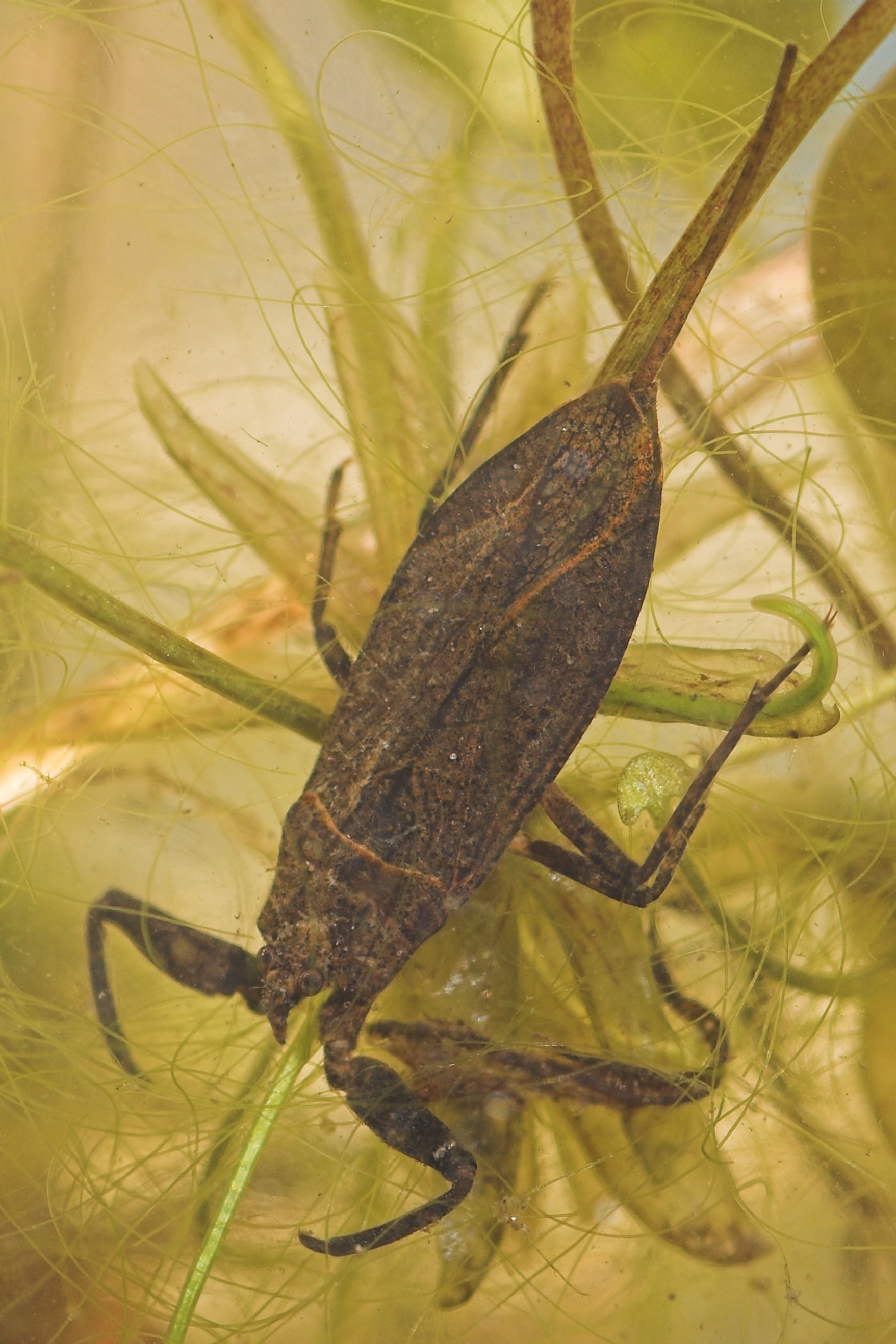
Wasserskorpion (Nepa cinerea) (Nepomorpha: Nepidae)

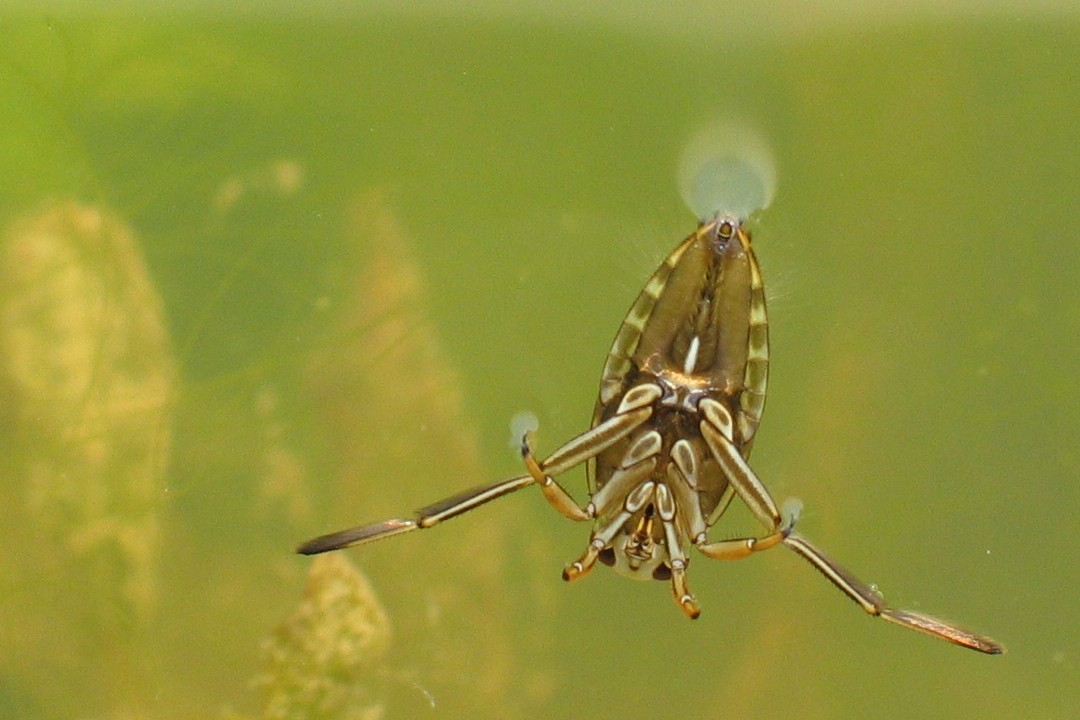
Gemeiner Rückenschwimmer (Notonecta glauca) (Nepomorpha: Notonectidae)

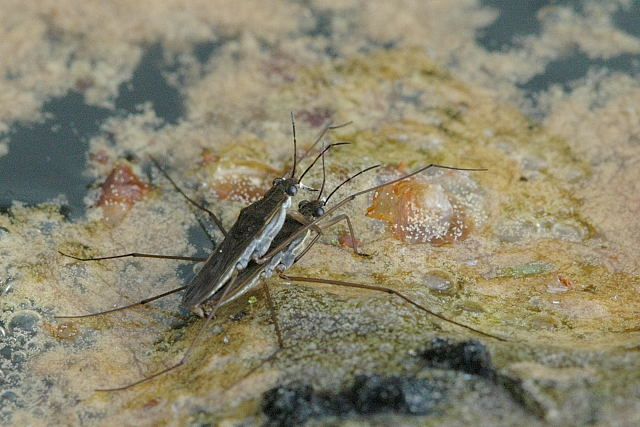
Gemeiner Wasserläufer (Gerris lacustris) (Gerromorpha: Gerridae)

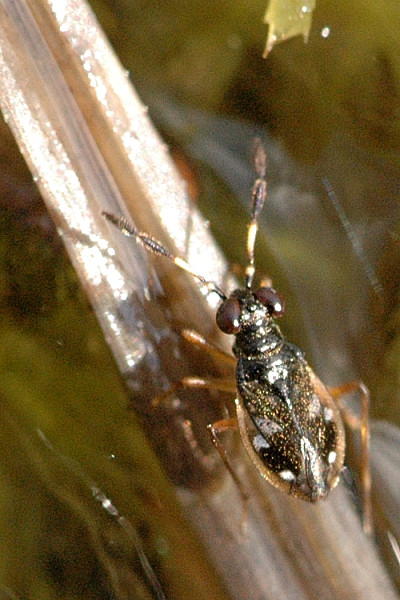
Chartoscirta cocksii (Leptopodomorpha: Saldidae)

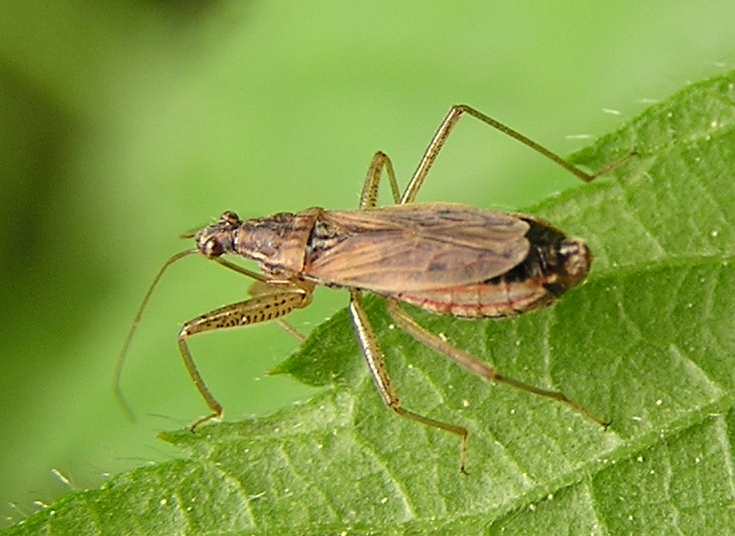
Nabis rugosus (Cimicomorpha: Nabidae)

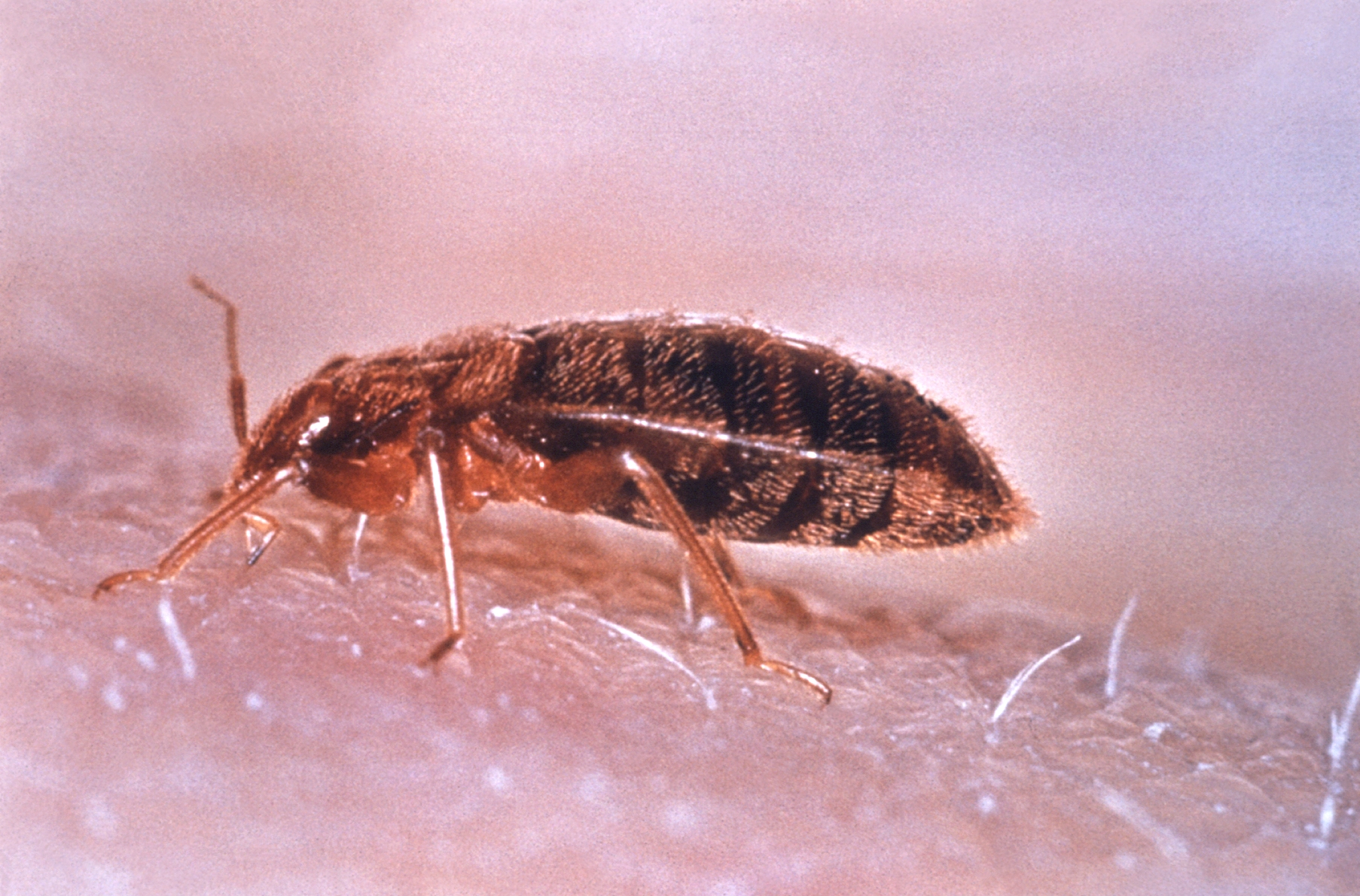
Bettwanze (Cimex lectularius) (Cimicomorpha: Cimicidae)

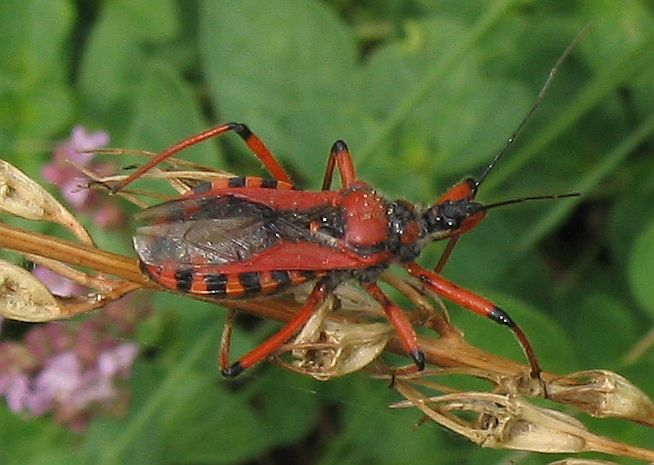
Rote Mordwanze (Rhynocoris iracundus) (Cimicomorpha: Reduviidae)

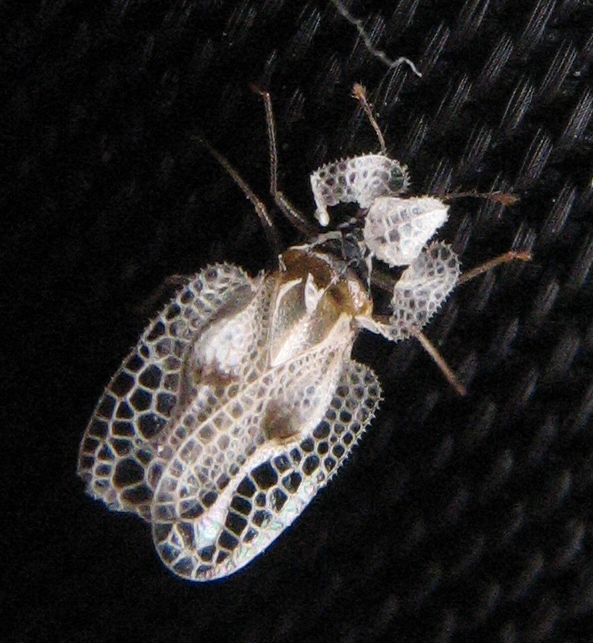
Platanen-Netzwanze (Corythucha ciliata) (Cimicomorpha: Tingidae)

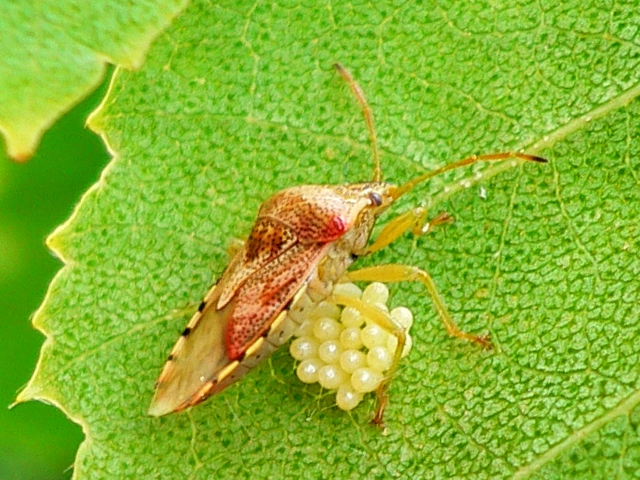
Elasmucha grisea (Pentatomomorpha: Acanthosomatidae)

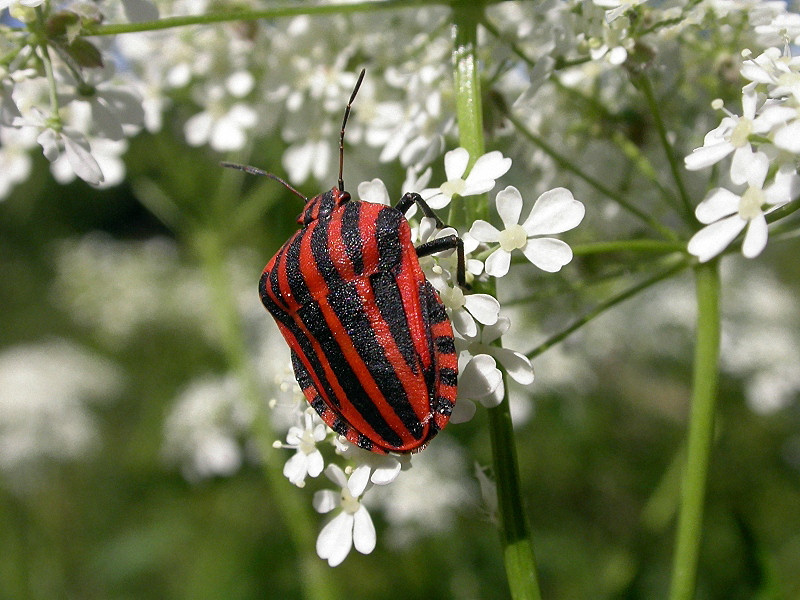
Streifenwanze (Graphosoma lineatum) (Pentatomomorpha: Pentatomidae)

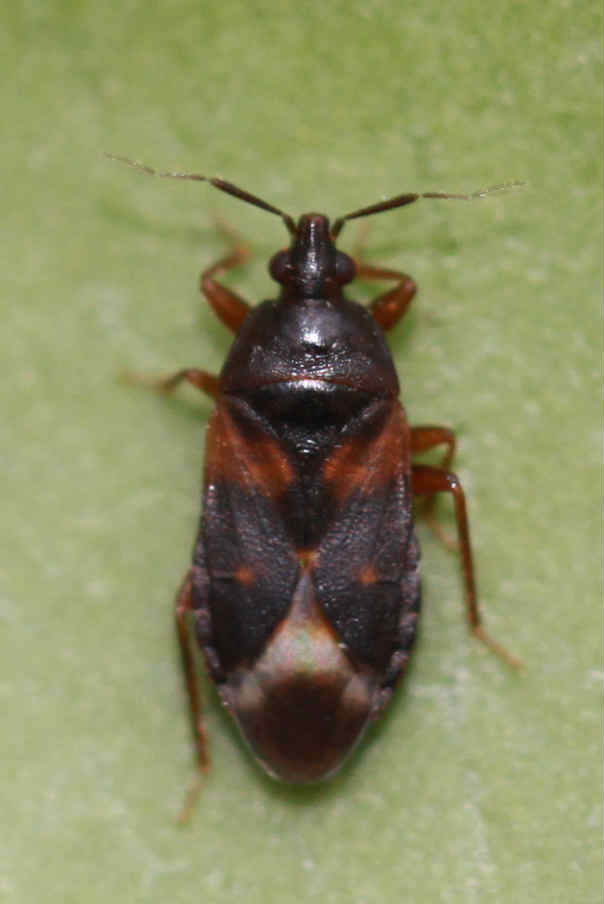
Lyctocoris dimidiatus

Die taxonomische Gliederung innerhalb der Wanzen erfolgte traditionell nach der Gestalt der Fühler. Pierre André Latreille unterschied nach diesem Merkmal 1825 zwei Gruppen, die er nach der Lebensweise Hydrocorisae (Wasserwanzen) und Geocorisae (Landwanzen) nannte; die Hydrocorisae entsprechen dabei der heutigen Teilordnung Nepomorpha (Wasserwanzen). Léon Dufour trennte 1833 von den Geocorisae die Amphibicorisae (Wasserläufer), die heutige Teilordnung Gerromorpha, ab. Franz Xaver Fieber führte 1861 die abweichenden Namen Cryptocerata, mit verborgenen Fühlern, für die Hydrocorisae und Gymnocerata, mit freien und von oben sichtbaren Fühlern, für die Geocorisae, ein. Seit der Arbeit von Leston, Pendergrast und Southwood (1954) und den weiteren genannten Autoren unterscheidet man sieben Teilordnungen innerhalb der Wanzen. Auch Schuh & Slater (1995) richteten sich nach dieser Unterteilung. Die Monophylie aller sieben wurde schließlich aufgrund molekularer Phylogenie außerdem in einer Multigen-Studie im Jahr 2012 bestätigt. Danach ist die Zusammenfassung der beiden Teilordnungen Gerromorpha und Dipsocoromorpha, wie von manchen Autoren alternativ vorgeschlagen, nicht gerechtfertigt.
Die folgende Systematik der Wanzen wird bis auf Familienebene geführt und richtet sich nach Schuh & Slater (1995), ergänzt um die neueren Arbeiten von Henry (1997) zu den Pentatomomorpha und Grazia, Schuh & Wheeler (2008) zu den Pentatomoidea und ist ergänzt um die Überfamilien nach Foottit & Adler (2009)
- Teilordnung Enicocephalomorpha
  - Familie Aenictopecheidae
  - Familie Enicocephalidae

- Teilordnung Dipsocoromorpha
  - Familie Ceratocombidae
  - Familie Dipsocoridae
  - Familie Schizopteridae
  - Familie Hypsipterygidae
  - Familie Stemmocryptidae

- Teilordnung Gerromorpha (Wasserläufer i. w. S.)
  - Überfamilie Gerroidea
    - Familie Wasserläufer (Gerridae)
    - Familie Hermatobatidae
    - Familie Bachläufer (Veliidae)

  - Überfamilie Hebroidea
    - Familie Zwergwasserläufer (Hebridae)
    - Familie Macroveliidae
    - Familie Paraphrynoveliidae

  - Überfamilie Hydrometroidea
    - Familie Teichläufer (Hydrometridae)

  - Überfamilie Mesoveloidea
    - Familie Hüftwasserläufer (Mesoveliidae)

- Teilordnung Wasserwanzen (Nepomorpha)
  - Überfamilie Corixoidea
    - Familie Ruderwanzen oder Wasserzikaden (Corixidae)

  - Überfamilie Naucoroidea
    - Familie Grundwanzen (Aphelocheiridae)
    - Familie Potamocoridae
    - Familie Schwimmwanzen (Naucoridae)

  - Überfamilie Nepoidea
    - Familie Riesenwanzen (Belostomatidae)
    - Familie Skorpionswanzen oder Skorpionwanzen (Nepidae)

  - Überfamilie Notonectoidea
    - Familie Rückenschwimmer (Notonectidae)
    - Familie Zwergrückenschwimmer (Pleidae)
    - Familie Helotrephidae

  - Überfamilie Ochteroidea
    - Familie Gelastocoridae
    - Familie Ochteridae

- Teilordnung Leptopodomorpha
  - Überfamilie Leptopodoidea
    - Familie Leptopodidae
    - Familie Omaniidae

  - Überfamilie Saldoidea
    - Familie Aepophilidae
    - Familie Uferwanzen oder Springwanzen (Saldidae)

- Teilordnung Cimicomorpha
  - Überfamilie Cimicoidea
    - Familie Blumenwanzen (Anthocoridae)
    - Familie Plattwanzen (Cimicidae)
    - Familie Lasiochilidae
    - Familie Lyctocoridae
    - Familie Plokiophilidae
    - Familie Polyctenidae

  - Überfamilie Joppeicoidea
    - Familie Joppeicidae

  - Überfamilie Microphysoidea
    - Familie Flechtenwanzen (Microphysidae)

  - Überfamilie Miroidea
    - Familie Weichwanzen (Miridae)
    - Familie Thaumastocoridae
    - Familie Netzwanzen oder Gitterwanzen (Tingidae)

  - Überfamilie Naboidea
    - Familie Medocostidae
    - Familie Sichelwanzen (Nabidae)

  - Überfamilie Reduvioidea
    - Familie Pachynomidae
    - Familie Raubwanzen (Reduviidae)

  - Überfamilie Velocipedoidea
    - Familie Curaliidae
    - Familie Velocipedidae

- Teilordnung Pentatomomorpha (Baumwanzen i. w. S.)
  - Überfamilie Aradoidea
    - Familie Rindenwanzen (Aradidae)
    - Familie Termitaphididae

  - Überfamilie Coreoidea
    - Familie Krummfühlerwanzen (Alydidae)
    - Familie Randwanzen oder Lederwanzen (Coreidae)
    - Familie Glasflügelwanzen (Rhopalidae)
    - Familie Hyocephalidae
    - Familie Stenocephalidae

  - Überfamilie Idiostoloidea
    - Familie Henicocoridae
    - Familie Idiostolidae

  - Überfamilie Lygaeoidea
    - Familie Artheneidae
    - Familie Stelzenwanzen (Berytidae)
    - Familie Schmalwanzen (Blissidae)
    - Familie Colobathristidae
    - Familie Cryptorhamphidae
    - Familie Cymidae
    - Familie Geocoridae
    - Familie Heterogastridae
    - Familie Bodenwanzen oder Langwanzen (Lygaeidae)
    - Familie Malcidae
    - Familie Ninidae
    - Familie Oxycarenidae
    - Familie Pachygronthidae
    - Familie Meldenwanzen (Piesmatidae)
    - Familie Rhyparochromidae

  - Überfamilie Pentatomoidea
    - Familie Stachelwanzen oder Bauchkielwanzen (Acanthosomatidae)
    - Familie Canopidae
    - Familie Erdwanzen (Cydnidae)
    - Familie Corimelaenidae
    - Familie Dinidoridae
    - Familie Lestoniidae
    - Familie Megarididae
    - Familie Baumwanzen (Pentatomidae)
    - Familie Phloeidae
    - Familie Kugelwanzen (Plataspididae)
    - Familie Schildwanzen (Scutelleridae)
    - Familie Tessaratomidae
    - Familie Thaumastellidae
    - Familie Urostylididae
    - Familie Saileriolidae

  - Überfamilie Pyrrhocoroidea
    - Familie Largidae
    - Familie Feuerwanzen (Pyrrhocoridae)

## Belege